# Ciudad Ixtepec

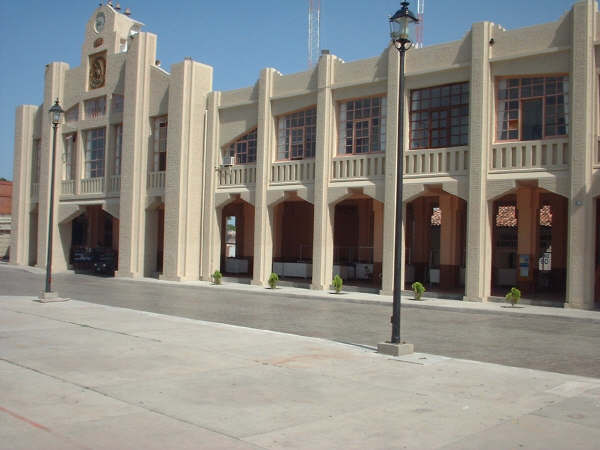
Le palais de la mairie de Ciudad Ixtepec.

Ciudad Ixtepec (anciennement Villa de San Jerónimo Doctor) est une ville de la municipalité du même nom dans l'État d'Oaxaca, au Mexique ; situé dans la région de l'isthme de Tehuantepec. La ville est située à 45 minutes de Tehuantepec, à 15 minutes de la ville de Juchitán de Zaragoza et à 4h30 de la capitale de l'État, Oaxaca de Juárez.